# Asceua gruezoi
Asceua gruezoi är en spindelart som beskrevs av Alberto Barrion och James A. Litsinger 1992. Asceua gruezoi ingår i släktet Asceua och familjen Zodariidae.
Artens utbredningsområde är Filippinerna. Inga underarter finns listade i Catalogue of Life.